# Demonic Toys 2
Demonic Toys 2, también conocido como Demonic Toys 2: Personal Demons es una película de terror de 2010, escrita y dirigida por William Butler y producida por Charles Band. Se trata de una película slasher y es una secuela de Demonic Toys, y Hideous!.

## Argumento
La película tiene lugar inmediatamente después de los acontecimientos ocurridos en Demonic Toys, un desconocido con un par de guantes recoge las piezas de los juguetes destruidos y empieza a coserlos. Los únicos juguetes que pudo arreglar correctamente fueron Baby Oopsie Daisy y Jack Attack. El hombre no identificado luego pone los juguetes en una caja, entonces un hombre le entrega una maleta llena de dinero en efectivo, quien luego se va con los juguetes. La película luego cambia a Italia, donde la estudiante graduada de la universidad, Caitlin y el Sr. Butterfield, de la Fundación Antiquates (que trabaja con carbono que data juguetes antiguos), esperan fuera de un castillo a la espera de alguien. La persona finalmente llega, y se revela que es el Dr. Emilio Lorca, que sobrevivió a su ataque al final de Hideous!. También con el Dr. Lorca esta su novia Lauraline y su hijastro David, y una de mujer llamada Lilith, que es una psíquica.

## Reparto
- Alli Kinzel como Caitlin.
- Lane Compton como David.
- Selene Luna como Lilith.
- Michael Citriniti como Dr. Lorca
- Elizabeth Bell como Lauraline.
- Billy Marquart como Eric.
- Leslie Jordan como Butterfield.
- Gage Hubbard como Personal Demon.
- Jane Wiedlin como Baby Whoopsie (voz).

## Lanzamiento
La película fue lanzada en DVD en enero de 2010.